# Opius eutownesi
Opius eutownesi är en stekelart som beskrevs av Fischer 1983. Opius eutownesi ingår i släktet Opius och familjen bracksteklar. Inga underarter finns listade i Catalogue of Life.